# 栖岩寺塔群
栖岩寺塔林，位于山西省运城市永济市韩阳镇上栖岩寺，是中华人民共和国山西省文物保护单位之一。
1986年8月18日，授予第二批山西省文物保护单位，编号2-75，是一座古建筑及历史纪念建筑物。2019年10月7日，栖岩寺塔林公布为第八批全国重点文物保护单位。